# Istriens sjöhistoriska museum
Istriens sjöhistoriska museum (kroatiska: Povijesni i pomorski muzej Istre, italienska: Museo storico e navale dell’Istria) är ett sjöhistoriskt museum i Pula i Kroatien. Det etablerades år 1955 och är inrymt i den kulturminnesmärkta och stjärnformade Pulaborgen på en höjd i gamla stan. 

## Verksamhet
Museets verksamhet omfattar bland annat insamling, bevaring, forskning, systematisk bearbetning och presentation av Istriens kulturella och sjöhistoriska arv från medeltiden till nutid. I Istriens sjöhistoriska museum finns ett bibliotek som inte är öppet för allmänheten utan används av de anställda vid museet. I särskilda fall tillåts studenter nyttja bibliotekets litteratur.
Museet ansvarar även för Zerostrasse (ett underjordiskt tunnelsystem), Herman Potočnik Noordungs besökscentrum (en tidigare vattenreservoar som år 2015 gjordes om till en multimediehall uppkallad efter Herman Potočnik) och Freskernas hus i Draguć (en samling fresker som finns utställda i en gammal skolbyggnad i Draguć).

## Samlingar
Museets samlingar består av över 100 000 föremål organiserade i 18 samlingar. I samlingarna finns bland annat militär utrustning, uniformer, gradbeteckningar, vapensköldar, diplom och medaljer, mer än 5 000 fotografier och vykort från 1800-talet, matservis och tillbehör som användes av officerare och andra höga befattningshavare inom den österrikisk-ungerska flottan med mera.